# Egidijus Vareikis
Egidijus Vareikis (ur. 26 marca 1958 w Kownie) – litewski polityk, biochemik i politolog, poseł na Sejm Republiki Litewskiej.

## Życiorys
W 1981 został absolwentem chemii na Uniwersytecie Wileńskim, w 1989 uzyskał stopień doktora w zakresie nauk przyrodniczych. W 1990 przebywał na stażach naukowych w Kanadzie i USA, później w latach 90. także na uczelniach w Genewie i Budapeszcie.
Od 1981 pracował w Akademii Nauk ZSRR, od 1990 przez rok pełnił funkcję redaktora jednego z pism naukowych. Na początku lat 90. był doradcą komisji parlamentarnej w litewskim Sejmie. W latach 1992–1993 doradzał ministrowi spraw zagranicznych, po czym do 1994 był niezależnym komentatorem politycznym. Powrócił później do pracy naukowej, od 1995 związany z Uniwersytetem Witolda Wielkiego, gdzie prowadził wykłady m.in. z zakresu integracji europejskiej. Od 1997 do 2000 kierował katedrą politologii, w tym samym okresie ponownie doradzał w MSZ.
Był członkiem Litewskiej Partii Chrześcijańskich Demokratów, następnie jednym z założycieli Nowoczesnych Chadeków. W 2000 uzyskał mandat posła na Sejm z ramienia Nowego Związku (Socjalliberałów), jednak nie wstąpił do klubu parlamentarnego tego ugrupowania. W 2003 przystąpił do Związku Liberałów i Centrum, a rok później przeszedł do Związku Ojczyzny.
W wyborach w 2004 ponownie został deputowanym z ramienia konserwatystów. We wrześniu 2008 w trakcie kolejnej kampanii wyborczej zatrzymano go w trakcie prowadzenia samochodu w stanie nietrzeźwości, co stanowiło wykroczenie zagrożone karą grzywny. Po ujawnieniu tego zdarzenia zapowiedział rezygnację z ubiegania się o reelekcję z zarejestrowanej już listy partyjnej, jednak Główna Komisja Wyborcza stwierdziła niemożność wykreślenia jego nazwiska.
Ostatecznie w wyborach parlamentarnych w tym samym roku Egidijus Vareikis przegrał w swoim okręgu wyborczym, natomiast utrzymał mandat poselski dzięki dobremu wynikowi w ramach listy krajowej. W 2012 uzyskał reelekcję na kolejną kadencję. W 2016 dołączył do Litewskiego Związku Zielonych i Rolników. W wyborach w tym samym roku utrzymał mandat poselski na kolejną kadencję. W 2020 przystąpił do nowego ugrupowania pod nazwą Związek Chrześcijański.